# Transformers: Rise of the Dark Spark
Transformers: The Dark Spark è un videogioco multipiattaforma di "Edge of Reality" uscito in Europa il 27 giugno 2014, ispirato al film Transformers 4 - L'era dell'estinzione di Michael Bay e ai giochi di Transformers della High Moon Studios, si incentra sulla Spark Oscura, un misterioso artefatto che dall'universo "Allineato" viaggerà in una timeline alternativa dell'universo cinematografico.

## Trama
Transformers: Rise of the Dark Spark è un crossover con la serie di film Transformers e la serie di videogiochi, composta da Transformers: War for Cybertron e Transformers: La caduta di Cybertron. La Spark Oscura è un potente artefatto in grado di strappare buchi nelle dimensioni, che riunisce due universi Transformer. La storia ha luogo prima che l'Arca venga lanciata in La Caduta di Cybertron, mentre in un universo alternativo si svolge prima degli eventi di L'era dell'estinzione.
Il gioco inizia in continuità con il film, in cui una misteriosa meteora viola si schianta sulla Terra. Gli Autobot raggiungono il luogo dell'incidente e Optimus Prime vede un'antica reliquia Cybertroniana chiamata Spark Oscura, l'antitesi alla Matrice del Comando. Mentre la Matrice concede saggezza, la Spark Oscura offre al suo possessore il potere di piegare l'universo e i suoi abitanti alla loro volontà. Gli Autobot liberano i mercenari che difendono la reliquia, ma non riescono a fermare Lockdown, il cacciatore di taglie, a fuggire con tale reliquia. La prospettiva cambia e si torna su Cybertron nel passato, dove Megatron e Optimus danno spiegazioni sullo stato attuale delle loro fazioni: gli Autobot affrontano la loro ora più buia, dove i Decepticon sono quasi vittoriosi.
Durante la continuità di Transformers: War for Cybertron, Megatron invia Soundwave, Starscream e Shockwave al caveau di Crystal City per trovare la Spark Oscura per spazzare via gli Autobot dalla faccia dell'universo. Questi incontrano una forte resistenza composta da insetti sotterranei. Shockwave devia dal corso principale mentre cerca di fermare questi insetti, dove poi incontra gli Insecticon Hardshell, Kickback e Sharpshot. Una volta sconfitti, Shockwave li convince ad unirsi alla fazione Decepticon. La squadra raggiunge il caveau, che è sorvegliato da antichi guerrieri. Dopo aver sconfitto i guerrieri, il gruppo scopre che sono necessarie le chiavi per aprire il caveau. Una volta che tutte le chiavi sono state recuperate, il caveau si apre per rivelare al suo interno la presenza degli Autobot Ironhide e Sideswipe, i quali poi rubano la Spark Oscura, fuggendo attraverso una porta poco prima che si chiuda.
Sideswipe e Ironhide si radunano quindi con Optimus e Bumblebee in una stazione ferroviaria. Sideswipe prova a chiamare un treno, ma lo lascia andare prima che gli Autobot possano raggiungerlo. Mentre aspettano che arrivi un altro treno, gli Autobot devono difendersi da un'orda di Insecticon e da Starscream. Arriva il prossimo treno e gli Autobot ci salgono a bordo. Un viaggio di breve distanza prima che Shockwave faccia esplodere una bomba che distrugge il treno.
Gli Autobot emergono dal relitto e Optimus cerca di ingannare i Decepticon facendogli credere di avere la Spark Oscura. L'Insecticon Sharpshot informa Shockwave che Ironhide è in realtà quello che la trasporta con sé. I due danno la caccia a Ironhide e prendono con forza la Spark Oscura da lui. Gli Autobot tentano di fermarli durante la loro fuga ma, i due fuggono ai livelli inferiori di Cybertron. Lì rinvengono una rovina che un tempo era usata per ospitare la Spark Oscura. Mentre Sharpshot accende la porta di uscita, Shockwave riceve informazioni dai registri del computer, file olografici di Zeta Prime. I due attraversano la porta e incontrano i Combaticon che scortano Shockwave da Megatron.
Durante la scorta, Swindle e Shockwave subiscono un'imboscata da Cliffjumper e da un gruppo di Autobot. Swindle alla fine riesce a sopraffare Cliffjumper ma, l'Autobot riesce a scappare prima che Swindle possa ucciderlo. Shockwave e Swindle continuano quindi a farsi strada verso Megatron. Arrivano alle porte di Kaon solo per trovarlo attaccato dagli Autobot. Dopo una lunga battaglia i Combaticon si uniscono in Bruticus ed eliminano il resto delle truppe degli Autobot. Cliffjumper cerca di distruggere Bruticus piantando una bomba sulla sua schiena, ma viene rapidamente catturato. Con Megatron con la Spark Oscura, Optimus deve infiltrarsi a Kaon con Jazz per salvare Cliffjumper e distruggere la Spark Oscura. Il loro salvataggio ha successo; Jetfire va nelle rovine di Trypticon per attivare il suo sistema offensivo e fa appena in tempo a uscire prima che un laser spari a Kolkubar, la fortezza di Megatron. Arrivati a Kolkubar, Cliffjumper e Jazz scappano, lasciando Optimus a confrontarsi con Megatron, ora sotto il controllo della Spark Oscura. I due combattono quando Megatron usa la Spark Oscura (attraverso un enorme pezzo di Energon Oscuro) per far rivivere gli Autobot morti come droni senza cervello. La Spark Oscura viene espulsa dal corpo di Megatron durante il climax della lotta, gettandolo nello spazio.
La prospettiva ritorna sulla Terra e la continuità del film, dove Bumblebee e Drift si fanno strada attraverso i canyon che portano alla fortezza di Lockdown. Drift viene catturato e Bumblebee si lancia in suo aiuto. La battaglia sembra insormontabile, e nel momento più disperato Grimlock irrompe nella fortezza e viene in loro soccorso. Lockdown fugge verso un secondo sito dove intende aprire un ponte spazio-temporale e ricominciare da capo la grande guerra tra Autobot e Decepticon. Grimlock, Bumblebee, Drift e Optimus si fanno strada attraverso la città fino all'ingresso della base di Lockdown. Optimus sconfigge Lockdown in combattimento e, il frammento finale della Spark Oscura viene espulso dal corpo di Lockdown dalla spada di Drift. Optimus usa una trave della Matrice del Comando immagazzinata nel suo petto per distruggere il frammento di Spark Oscura, e Lockdown fugge, apparentemente permettendo che gli eventi di Age of Extinction si svolgano più tardi.
In una scena di epilogo, l'Optimus Prime della continuità di Transformers: Generation 1 vede la Spark Oscura cadere nella sua versione di Terra, ripetendo la linea del film. Optimus all'inizio del gioco dice: "Pensavo che questo giorno non sarebbe mai arrivato .. ".

## Modalità di gioco
Nel gioco si possono usare più di 40 personaggi, tra cui quelli del videogioco Transformers: La caduta di Cybertron e del nuovo film di Michael Bay Transformers 4 - L'era dell'estinzione. Il gameplay è sullo stile dei videogiochi di High Moon Studios, cioè uno Sparatutto in terza persona, mentre nella versione 3ds è un gioco strategico. Il gioco offre due modalità: campagna, ed escalation, quest'ultima non è però presente su 3ds e Wii U. Tuttavia su 3ds c'è una modalità "allenamento", dove i giocatori potranno imparare i vari comandi del gioco. Manca però la modalità multigiocatore "Player vs player", presente negli altri giochi, dove si può combattere a squadre tra giocatori.

## Personaggi
Nel gioco si possono usare più di 40 personaggi Autobot, Decepticon e Dinobot.
Autobot
campagna
- Optimus Prime (forma terrestre e cybertroniana): utilizzabile nella 7ª missione (Infiltrazione), nella 9ª missione (Ascesa) e nella 14ª e ultima missione (Isolamento). Ha l'abilità di alzare uno scudo che assorbe i colpi nemici e quando lo scudo è carico rilasciare i colpi nemici sotto forma di scariche energetiche che abbatte i nemici vicini.
- Bumblebee (forma terrestre) utilizzabile nella 10ª missione (Caccia) e 11ª missione (Indagine). Ha l'abilità di trasformare la sua mano in un rampino ad artiglio con cui si arrampica sulle superfici.
- Drift (forma terrestre): utilizzabile nella 1ª missione (La Spark Oscura), nella 11ª missione (Indagine) e nella 12ª missione (Imboscata). Ha l'abilità scatto tagliente che consente di uccidere i nemici con una sola mossa.
- Grimlock (forma terrestre): utilizzabile nella 12ª missione (Imboscata) e nella 13ª missione (Estinzione) è il più peculiare dei personaggi; non ha armi da fuoco, solo la sua spada e uno scudo attivabile a comando; il tasto dell'abilità speciale trasforma Grimlock in tirannosauro per tutto il tempo del capitolo, sempre che il giocatore non lo prema nuovamente ritrasformandolo in robot; in forma di dinosauro Grimlock sputa fuoco dalla bocca, schiaccia con le zampe, trafigge con la coda appuntita, dilania con le fauci ed è più letale che in forma robot.
- Jetfire (forma cybertroniana): utilizzabile nella missione 8 (Un Piano Disperato). la sua abilità speciale consiste nel creare onde shock che distruggono gli avversari più vicini.
- Sideswipe (forma cybertroniana): utilizzabile nella 3ª missione (Fuga): Ha l'abilità di trasformare la sua mano in un rampino ad artiglio con cui si arrampica sulle superfici e trascina o solleva pesi e porte.

Multigiocatore
- Swoop (forma cybertroniana)
- Slug (forma cybertroniana)
- Snarl (forma cybertroniana)
- Ratchet (forma cybertroniana)
- Zeta Prime (forma cybertroniana)
- Silverbolt (forma cybertroniana)
- Cliffjumper (forma cybertroniana)
- Air Raid (forma cybertroniana)
- Scattershot (forma cybertroniana)
- Warpath (forma cybertroniana)
- Hound (forma cybertroniana)
- Jazz (forma cybertroniana)
- Ironhide (forma cybertroniana)
- Wheeljack (forma cybertroniana)

Esclusive 3DS
- Arcee (forma cybertroniana)
- Crosshairs (forma terrestre)
- Ratchet (forma terrestre)

Decepticon
Campagna
- Soundwave (forma cybertroniana): utilizzabile nella 2ª missione (La Camera Blindata Perduta). La sua abilità speciale consiste nel far uscire dal suo petto le cassette Laserbeak e Rumble, che ritornano da lui finito il tempo nella barra.

Nota: Laserbeak si può espellere per tutto il capitolo mentre Rumble si può espellere solo nella parte in cui si devono svuotare le cisterne di acido per aprire la porta della camera blindata. 
- Shockwave (forma cybertroniana): utilizzabile nella 2ª missione (La Camera Blindata Perduta). La sua abilità speciale consiste nel creare onde shock che distruggono gli avversari più vicini.
- Bruticus (forma cybertroniana): utilizzabile nella 6ª missione (Porte di Kaon). La forma combinata dei 5 Combaticon. È un gigante lento ma inarrestabile; essendo formato da cinque Decepticon, la sua forza vitale è cinque volte maggiore rispetto agli altri; la mano destra (Blast Off) si trasforma in un lanciafiamme, ma la sua vera potenza sta nell'uso nella forza fisica; la sua abilità speciale è un'onda sismica generata colpendo il suolo col pugno; il tasto del turbo fa girare il rotore di Vortex (il suo braccio sinistro) e viene usato come scudo.
- Sharpshot (forma cybertroniana): utilizzabile nella 4ª missione (Possesso). Possiede un occultatore che lo rende invisibile all'occhio per brevi periodi, consentendogli di scivolare alle spalle dei nemici e ucciderli silenziosamente.
- Swindle (forma cybertroniana): utilizzabile nella 5ª missione (Fretta) e nella 6ª missione (Porte di Kaon). la sua abilità speciale è quella di utilizzare una sentinella da battaglia G.L.U.T.C.H che uccide i nemici e scompare al termine del tempo della barra.

Multigiocatore
- Megatron (forma cybertroniana)
- Lockdown (forma terrestre)[3]
- Starscream (forma cybertroniana)
- Stinger (DLC, forma terrestre)[4]
- Onslaught (forma cybertroniana)
- Brawl (forma cybertroniana)
- Blastoff (forma cybertroniana)
- Vortex (forma cybertroniana)
- Hard Shell (forma cybertroniana)
- Kickback (forma cybertroniana)
- Quake (forma cybertroniana)
- Dead End (forma cybertroniana)
- Breakdown (forma cybertroniana)
- Dragstrip (forma cybertroniana)
- Skywarp (DLC, forma cybertroniana)
- Thundercracker (DLC, forma cybertroniana)

Esclusive 3DS
- Slipstream (forma cybertroniana)

## Accoglienza
Transformers: Rise of the Dark Spark ha ricevuto perlopiù critiche negative, legate alla presunta monotonia del gameplay, a una direzione artistica confusionaria e alla generale povertà del titolo in ambito tecnico. Metacritic stabilisce la media delle valutazioni ricevute da Transformers: Rise of the Dark Spark intorno a 40 su 100.

## Errori
- Megatron ha il corpo di Transformers: La caduta di Cybertron nonostante Rise of the Dark Spark sia ambientato molto tempo prima.
- Gli Insecticons "disturbatori" vengono incontrati da Sideswipe e Ironhide nel gioco nonostante vengano creati da Shockwave tempo dopo.
- Optimus Prime sulla Terra possiede la Matrice del Comando di War for Cybertron mentre dovrebbe avere quella di Transformers - La Vendetta del Caduto.
- Quando Shockwave fugge da Cristal City cammina quando potrebbe benissimo volare. Due missioni dopo viene spiegato che se la Spark Oscura cadesse da altezze elevate potrebbe causare danni all'ambiente circostante, però lo stesso Shockwave compie un gigantesco salto durante la sua fuga senza farsi niente.
- Quando il personaggio di Drift si trasforma, diventa erroneamente un'auto della stessa taglia di un tank.